# Lijst van voetbalinterlands Brunei - Filipijnen
Deze lijst van voetbalinterlands is een overzicht van alle officiële voetbalwedstrijden tussen de nationale teams van Brunei en de Filipijnen. De landen speelden tot op heden acht keer tegen elkaar. De eerste ontmoeting, een groepswedstrijd tijdens de Zuidoost-Aziatische Spelen 1977, vond plaats op 20 november 1977 in Shah Alam (Maleisië). Het laatste duel, een groepswedstrijd tijdens de Zuidoost-Azië Cup 2022, werd gespeeld in Manilla op 23 december 2022.

## Wedstrijden
| № | Plaats       | Datum            | Competitie                          | Wedstrijd           | Uitslag |
| - | ------------ | ---------------- | ----------------------------------- | ------------------- | ------- |
| 1 | Shah Alam    | 20 november 1977 | Zuidoost-Aziatische Spelen 1977     | Filipijnen – Brunei | 4 – 1   |
| 2 | Kuala Lumpur | 25 augustus 1989 | Zuidoost-Aziatische Spelen 1989     | Brunei – Filipijnen | 2 – 0   |
| 3 | Lamphun      | 12 december 1995 | Zuidoost-Aziatische Spelen 1995     | Filipijnen – Brunei | 1 – 0   |
| 4 | Singapore    | 8 september 1996 | Zuidoost-Azië Cup 1996              | Brunei – Filipijnen | 1 – 0   |
| 5 | Bacolod      | 20 november 2006 | Zuidoost-Azië Cup 2007 kwalificatie | Filipijnen – Brunei | 4 – 1   |
| 6 | Iloilo City  | 13 mei 2008      | AFC Challenge Cup 2008 kwalificatie | Filipijnen – Brunei | 1 – 0   |
| 7 | Phnom Penh   | 19 oktober 2008  | Zuidoost-Azië Cup 2008 kwalificatie | Brunei – Filipijnen | 1 – 1   |
| 8 | Manilla      | 23 december 2022 | Zuidoost-Azië Cup 2022              | Filipijnen – Brunei | 5 − 1   |

## Samenvatting
| Competitie                     | Totaal gespeeld | Winst Brunei | Gelijk | Winst Filipijnen | Doelsaldo Brunei – Filipijnen |
| ------------------------------ | --------------- | ------------ | ------ | ---------------- | ----------------------------- |
| AFC Challenge Cup-kwalificatie | 1               | 0            | 0      | 1                | 0 − 1                         |
| Zuidoost-Azië Cup              | 2               | 1            | 0      | 1                | 2 − 5                         |
| Zuidoost-Azië Cup-kwalificatie | 2               | 0            | 1      | 1                | 2 − 5                         |
| Zuidoost-Aziatische Spelen     | 3               | 1            | 0      | 2                | 3 − 5                         |
| Totaal                         | 8               | 2            | 1      | 5                | 7 − 16                        |

Wedstrijden bepaald door strafschoppen worden, in lijn met de FIFA, als een gelijkspel gerekend.
NFABD
Bermuda ·
Bhutan ·
Cambodja ·
China ·
Filipijnen ·
Hongkong ·
India ·
Indonesië ·
Japan ·
Jemen ·
Laos ·
Macau ·
Malediven ·
Maleisië ·
Mongolië ·
Myanmar ·
Nepal ·
Oost-Timor ·
Pakistan ·
Rusland ·
Singapore ·
Sri Lanka ·
Tadzjikistan ·
Taiwan ·
Thailand ·
Vanuatu ·
Verenigde Arabische Emiraten ·
Zuid-Korea
PFF · 
A-internationals · 
Filipijns vrouwenelftal
Afghanistan ·
Australië ·
Azerbeidzjan ·
Bahrein ·
Bangladesh ·
Bhutan ·
Brunei ·
Cambodja ·
China ·
Estland ·
Fiji ·
Guam ·
Hongkong ·
India ·
Indonesië ·
Irak ·
Iran ·
Israël ·
Japan ·
Jemen ·
Jordanië ·
Kirgizië ·
Koeweit ·
Laos ·
Libanon ·
Macau ·
Malediven ·
Maleisië ·
Mongolië ·
Myanmar ·
Nepal ·
Noord-Korea ·
Oezbekistan ·
Oman ·
Oost-Timor ·
Pakistan ·
Palestina ·
Papoea-Nieuw-Guinea ·
Qatar ·
Singapore ·
Sri Lanka ·
Syrië ·
Tadzjikistan ·
Taiwan ·
Thailand ·
Turkmenistan ·
Verenigde Arabische Emiraten ·
Vietnam ·
Zuid-Korea ·
Zuid-Vietnam